# Lisa Zoe Geretschläger

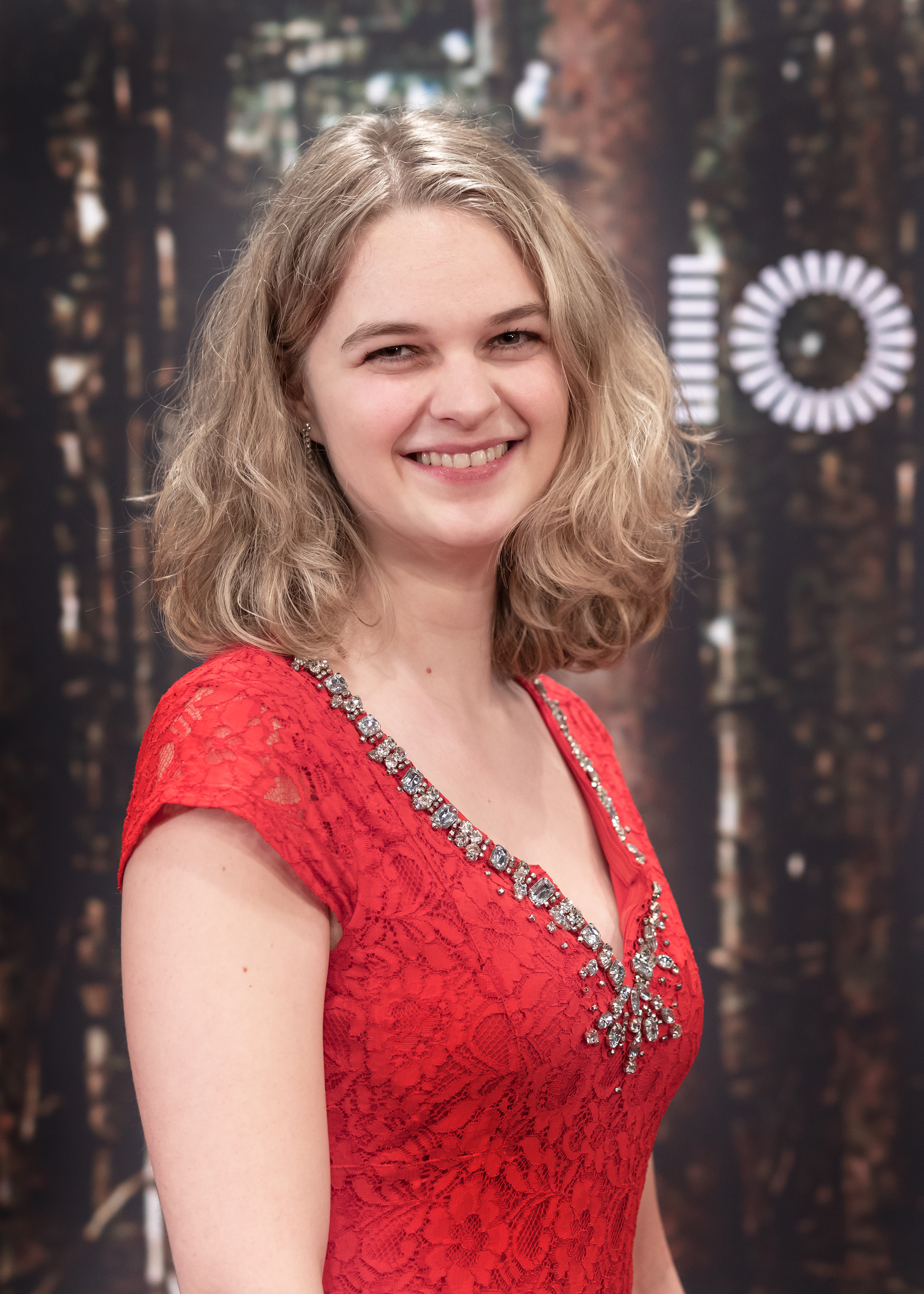
Lisa Zoe Geretschläger beim Österreichischen Filmpreis 2020

Lisa Zoe Geretschläger (* 22. August 1990 in Graz) ist eine österreichische Filmeditorin.

## Leben und Wirken

### Familie und Ausbildung
Lisa Zoe Geretschläger ist die Tochter von Zita Geretschläger-Hauptmann und Robert Geretschläger, der in Kanada geboren wurde. Beide Eltern sind Lehrer in Graz; die Mutter für Deutsch und Englisch, der Vater promovierter Mathematiker und Oberstudienrat.
Lisa Geretschläger studierte von 2008 bis 2014 Schnitt und Regie am Filmcollege Wien. Dort bildete sie mit Alexandra Makarová, Sebastian Schmidl und Georg Weiss ein Arbeitskollektiv, das mehrere Kurzfilme zusammen realisierte. Für ihre Montage von Makarovás Kurzspielfilm Sola war Geretschläger 2014 beim Kölner Festival Edimotion für den Förderpreis Schnitt nominiert.
Parallel arbeitete Geretschläger ab 2013 als Schnittassistentin bei Langfilmen, insbesondere an Projekten der Editorin Joana Scrinzi, die sie bei Tough Cookies (2014), Drei Eier im Glas (2015), Kater (2016) und Gwendolyn (2017) unterstützte.

### Karriere als Filmeditorin
2016 gelang es Lisa Zoe Geretschläger, mit drei Filmen gleichzeitig auf der Berlinale vertreten zu sein. Darunter war mit Agonie (Regie: David Clay Diaz) ihr erster Langspielfilm als Editorin, der für den GWFF Preis Bester Erstlingsfilm nominiert war. Agonie gewann anschließend den Bayerischen Kulturpreis 2016.
Als Nächstes montierte Geretschläger mit dem Musiker-Porträt Late Blossom Blues – The Journey of Leo „Bud“ Welch (Regie: Wolfgang Pfoser-Almer & Stefan Wolner) ihren ersten langen Dokumentarfilm, den der Filmkritiker Neil Fox als „unglaublich bewegend und wunderschön zusammengefügt“ bezeichnete.
2018 folgte mit dem Kinospielfilm Zerschlag mein Herz das hauptsächlich mit Laiendarstellern inszenierte Langfilmdebüt von Alexandra Makarová. Auch bei dem Spielfilm Lovecut (2020, Regie: Iliana Estañol & Johanna Lietha) hatte es Geretschläger mit einem Ensemble aus jugendlichen Darstellern ohne nennenswerte Schauspielerfahrung zu tun, deren episodische Erzählstränge die Montage miteinander verwebt. Für diese Leistung erhielt sie 2021 beim Österreichischen Filmpreis ihre erste Nominierung in der Kategorie „Bester Schnitt“.
In den Folgejahren erhielten die von Geretschläger montierte Langfilmprojekte regelmäßig Auszeichnungen. Me, We, ein multiperspektivischer Spielfilm zur Flüchtlingsthematik, gewann 2021 beim Filmkunstfest Mecklenburg-Vorpommern den Hauptpreis und war 2022 beim Österreichischen Filmpreis 2022 als bester Spielfilm nominiert. Ein Jahr später war das Dokumentarfilm-Porträt Aice Schwarzer (Regie: Sabine Derflinger) ebenfalls für den Österreichischen Filmpreis nominiert.
Für ihre Arbeit an dem poetischen Dokumentarfilm Souls of a River (Regie: Chris Krikellis) wurde Geretschläger 2023 erstmalig mit dem Diagonale-Preis „Beste künstlerische Montage Dokumentarfilm“ ausgezeichnet; der Film gewann auch als bester Dokumentarfilm des Festivals. In der Jurybegründung stand:

„Der Editorin dieses Films gelingt es, uns durch das meisterliche Verweben von Off-Texten und Naturgeräuschen, Konkretem und Abstraktem an einen Ort zu führen, an dem Leben und Tod, Hoffnung und Verzweiflung so dicht beieinander liegen.“

Beim Österreichischen Filmpreis 2024 gewann Souls of a River ebenfalls den Preis als „Bester Dokumentarfilm“, und Geretschläger erhielt ihre zweite Filmpreis-Nominierung in der Kategorie „Bester Schnitt“.

### Mitgliedschaften und Vorstandstätigkeiten
Lisa Zoe Geretschläger ist Mitglied im Österreichischen Verband Filmschnitt (aea), dessen Vorstand sie seit 2019 angehört. Seit Dezember 2022 ist sie außerdem Vorstands-Mitglied der Akademie des Österreichischen Films.

## Filmografie (Auswahl)

### Langfilme
- 2016: Agonie (Kino-Spielfilm) – Regie: David Clay Diaz
- 2017: Late Blossom Blues – The Journey of Leo „Bud“ Welch (Dokumentarfilm) – Regie: Wolfgang Pfoser-Almer, Stefan Wolner
- 2018: Mein Stottern (Kino-Dokumentarfilm) – weitere Editorin: Julia Pontiller / Regie: Petra Nickel, Birgit Gohlke [22]
- 2018: Zerschlag mein Herz (Kino-Spielfilm) – Regie: Alexandra Makarová
- 2019: Das erste Jahrhundert des Walter Arlen (Kino-Dokumentarfilm) – Regie: Stephanus Domanig
- 2020: Lovecut (Kino-Spielfilm) – weiterer Editor: Sebastian Longariva / Regie: Iliana Estañol, Johanna Lietha
- 2020: Chasing Paper Birds (Kino-Spielfilm) – weitere Editorin: Julia C. Weber / Regie: Mariana Jukica [23]
- 2021: Eva-Maria (Kino-Dokumentarfilm) – Regie: Lukas Ladner [24]
- 2021: Die Kunst der Folgenlosigkeit (Dokumentarfilm mit fiktionalen Anteilen) – Regie: Jakob Brossmann & Friedrich von Borries [25]
- 2021: Me, We (Kino-Spielfilm) – Regie: David Clay Diaz
- 2022: Alice Schwarzer (Kino-Dokumentarfilm) – Regie: Sabine Derflinger
- 2023: Landkrimi: Dunkle Wasser (Fernsehreihe) – Regie: Arash T. Riahi, Arman T. Riahi
- 2023: Souls of a River (Kino-Dokumentarfilm) – Regie: Chris Krikellis
- 2024: Eternal You – Vom Ende der Endlichkeit (Kino-Dokumentarfilm) – weitere Editorin: Anne Jünemann / Regie: Moritz Riesewieck, Hans Block
- 2024: Tiefwassertaucher unterm Dach (Fernsehfilm) – Regie: Rupert Henning

### Kürzere Formate
- 2012: An einem anderen Tag (mittellanger Spielfilm) – Regie: Alexandra Makarová
- 2013: Sola (kurzer Spielfilm) – Regie: Alexandra Makarová
- 2015: Liebling (mittellanger Spielfilm) – Regie: Sebastian Schmidl
- 2016: Eternally (kurzer Spielfilm) – Regie: Stephanie Leitl
- 2018: Kulturlandschaft (mittellanger Dokumentarfilm) – Regie: Jakob Brossmann

### Schnittassistenz
- 2014: Tough Cookies (Kino-Dokumentarfilm) – Schnitt: Joana Scrinzi / Regie: Ruth Kaaserer
- 2015: Drei Eier im Glas (Kino-Spielfilm) – Schnitt: Joana Scrinzi / Regie: Antonin Svoboda
- 2016: Kater (Kino-Spielfilm) – Schnitt: Joana Scrinzi / Regie: Händl Klaus
- 2016: Brüder der Nacht (Kino-Dokumentarfilm) – Schnitt und Regie: Patric Chiha
- 2017: Ciao Chérie (Kino-Spielfilm) – Schnitt und Regie: Nina Kusturica
- 2017: Gwendolyn (Kino-Dokumentarfilm) – Schnitt: Joana Scrinzi / Regie: Ruth Kaaserer
- 2019: Backstage Wiener Staatsoper (Kino-Dokumentarfilm) – Schnitt: Ulrike Kofler / Regie: Stephanus Domanig

## Auszeichnungen
- 2014: Schnitt-Preis – Nominierung für den „Förderpreis Schnitt“ für Sola
- 2021: Österreichischer Filmpreis – Nominierung in der Kategorie „Bester Schnitt“ für Lovecut
- 2023: Diagonale-Preis „Beste künstlerische Montage Dokumentarfilm“ für Souls of a River
- 2024: Österreichischer Filmpreis – Nominierung in der Kategorie „Bester Schnitt“ für Souls of a River